# Empis lacotheca
Empis lacotheca är en tvåvingeart som beskrevs av Frey 1955. Empis lacotheca ingår i släktet Empis och familjen dansflugor. Inga underarter finns listade i Catalogue of Life.